# Brain Cycles
Albums de Radio Moscow
Radio Moscow
(2007) The Great Escape of Leslie Magnafuzz
(2011)
Brain Cycles est le second album studio du groupe de rock/blues psychédélique américain Radio Moscow.
Ce second album a été réalisé le 14 avril 2009 sous le label Alive Naturalsound où le premier album éponyme Radio Moscow est également sorti en 2007.

## Liste des titres
C'est Parker Griggs qui, comme pour le premier album, a écrit et enregistré (voix, guitare, batterie) l'ensemble des morceaux, à l'exception de la chanson "no jane" coécrite par Parker Griggs et Zach Anderson qui a intégré le groupe en 2007 pour remplacer Luke McDuff à la basse.
1. I Just Don't Know – 5:00
2. Broke Down – 4:15
3. The Escape – 4:00
4. No Good Women – 8:13
5. Brain Cycles – 3:23
6. 250 Miles – 4:52
7. Hold on Me – 3:20
8. Black Boot – 2:04
9. City Lights – 3:58
10. No Jane – 5:20

## Musiciens
- Parker Griggs – voix, guitare, batterie, percussion
- Zach Anderson – basse

## Production
- Parker Griggs – production, ingénierie son, montage et mixage
- Anthony Yankovic – artwork